# Quinn Tupaea

a Compétitions nationales et continentales officielles uniquement.

b Matchs officiels uniquement.
Dernière mise à jour le 12 juillet 2024.
Quinn Tupaea, né le 10 mai 1999 à Hamilton (Nouvelle-Zélande), est un joueur de rugby à XV international néo-zélandais. Il évolue au poste de centre avec les Chiefs en Super Rugby depuis 2020.

## Carrière

### En club
Quinn Tupaea est né à Hamilton, où il grandit. Lors de son enfance, il joue d'abord au football avant de commencer le rugby à son entrée à la Hamilton Boys' High School (en). Se spécialisant rapidement au poste de centre, il remporte le championnat local des moins de 16 ans, après avoir inscrit une pénalité de plus de 50 mètres lors de la finale.
Il joue avec l'équipe première de son lycée à partir de 2016 et, malgré des blessures qui émaillent sa saison, remporte le Super 8 et le Condor Sevens,,. Grâce à ses performances, il est rapidement reconnu comme un joueur très prometteur, et un des joueurs les plus talentueux de sa génération,. L'année suivante, pour sa dernière année au lycée, il est nommé capitaine de l'équipe. Son équipe termine cette fois premier ex-aequo du Super 8 (après un match nul en finale), mais remporte une nouvelle fois le Condor Sevens,. Parallèlement à son parcours rugbystique lycéen, Tupaea joue représente également les équipes jeunes de la province de Waikato dans les compétitions provinciales jeunes.
Après avoir terminé le lycée, il joue au début de l'année 2018 avec le club des Hamilton Old Boys dans le championnat amateur de la région de Waikato. Peu après il signe son premier contrat professionnel avec la province de Waikato, alors qu'il n'est âgé que de 19 ans, pour disputer la saison 2018 de National Provincial Championship (NPC). Il joue son premier match le 18 août 2018 contre Manawatu. Alors qu'il jouait principalement au poste de premier centre (n°12) en catégorie jeune, il est alors replacé en second centre (N°13) pour accommoder l'expérimenté Dwayne Sweeney (en). Dès sa première saison au niveau professionnel il se fait remarquer par son talent, notamment en attaque, grâce des qualités de puissance, d'appuis et une bonne technique individuelle,. Il participe à l'excellent parcours de son équipe, qui soulève le Ranfurly Shield en septembre 2018, et remporte le Championship (deuxième division du NPC) au terme de la saison,. Tupaea se montre d'ailleurs décisif lors de la finale remportée face à Otago, en inscrivant un essai, et en se montrant comme l'un des joueurs les plus en vue. Au total, il joue douze rencontres lors de la saison, et inscrit six essais. Au terme de la saison, il est élu révélation de l'année de sa province de Waikato.
Malgré ses performances avec Waikato, il ne parvient pas à décrocher un contrat avec la franchise locale des Chiefs pour disputer la saison 2019 de Super Rugby,. Il obtient toutefois la promesse d'un contrat pour la saison d'après (2020), et fait partie du groupe élargi d'entraînement de l'équipe pour la saison en cours,.
Lors de la saison 2019 de NPC, il continue sur sa lancée, et inscrit sept essais et six rencontres,,.
Après cette seconde saison de bonne qualité, il obtient comme prévu un contrat avec les Chiefs, entraînés par Warren Gatland, pour la saison 2020,,. Il joue son premier match de Super Rugby le 31 janvier 2020 contre les Blues, à l'occasion du premier match de la saison. Il joue quatre matchs avant que la saison ne soit interrompue à cause de la pandémie de Covid-19, et inscrit son premier essai contre les Sunwolves,. Il dispute ensuite le Super Rugby Aotearoa, dont il joue huit rencontres. Malgré les difficultés de son équipe, qui terminent à la dernière place, Tupaea parvient à son montrer à son avantage, grâce à son talent et son association au All Black Anton Lienert-Brown.
Toujours en 2020, il enchaîne avec la saison de NPC avec Waikato, où il dispute neuf rencontres et inscrit cinq essais.
En 2021, pour sa seconde saison avec les Chiefs, il retrouve son poste de prédilection de premier centre, échangeant de poste avec Lienert-Brown. Ce repositionnement se révèle être une réussite immédiate, car mettant davantage ses qualités physiques et techniques en avant,. Il effectue plusieurs grosses performances à ce poste, avant de blesser au genou lors du quatrième match de la saison de Super Rugby Aotearoa, manquant ainsi la finale de la compétition, où son équipe s'incline face aux Crusaders. Il fait son retour à la compétition à la fin du Super Rugby Trans-Tasman, et dispute trois rencontres,. En mai 2021, il prolonge son contrat avec les Chiefs pour deux saisons supplémentaires, soit jusqu'en 2023.
Tupaea manque l'intégralité de la saison 2023 de Super Rugby à cause de la blessure au genou survenue en sélection en septembre 2022, et ne fait son retour sur les terrains que lors du NPC 2023,.

### En équipe nationale
Quinn Tupaea est sélectionné avec l'équipe des Barbarians scolaires néo-zélandais (sélection scolaire réserve) en 2016, à l'occasion d'un match contre la sélection fanion,. L'année suivante, il est sélectionné avec la sélection scolaire néo-zélandaise (en), et affronte leurs homologues fidjiens,.
En 2018, il fait partie du groupe élargi de l'équipe de Nouvelle-Zélande des moins de 20 ans, et ne dispute aucune rencontre officielle. À nouveau sélectionné l'année suivante, il fait ses débuts avec les Baby Blacks dans le championnat junior océanien,. Il est ensuite retenu pour participer au championnat du monde junior 2019 en Argentine. Son équipe termine à une décevante septième place de la compétition, et Tupaea joue quatre matchs (pour deux essais).
En décembre 2020, en vertu de ses origines Māori, il est sélectionné avec les Māori All Blacks afin de disputer un match contre les Moana Pasifika. Titularisé au centre, il participe à la victoire de son équipe, qui s'impose sur le score de 28 à 21,.
En juin 2021, il est sélectionné pour la première fois avec les All Blacks par Ian Foster, afin de participer à la série de test-matchs contre les Fidji et les Tonga. Il connaît sa première sélection le 3 juillet 2021 contre les Tonga.
En septembre 2022, il se blesse gravement au genou lors d'un match de Rugby Championship face à l'Australie, à la suite d'un déblayage dangereux de Darcy Swain, ce qui l'écarte des terrains pendant plus de neuf mois.

## Palmarès

### En club
- Vainqueur du National Provincial Championship Championship en 2018 avec Waikato.
- Finaliste du Super Rugby Aotearoa en 2021 avec les Chiefs.
- Finaliste du Super Rugby en 2024 et 2025 avec les Chiefs.

### En sélection
- Vainqueur du Rugby Championship en 2021 et 2022.

## Statistiques
Au 12 juillet 2024, Quinn Tupaea compte 14 capes en équipe de Nouvelle-Zélande, dont sept en tant que titulaire, depuis le 3 juillet 2021 contre l'Tonga à Auckland.
Il participe à deux éditions du Rugby Championship, en 2021 et 2022. Il dispute huit rencontres dans cette compétition,.